# Кирба (посёлок)
Кирба — посёлок в Усть-Абаканском районе Хакасии, находится в 62 км от райцентра — пгт Усть-Абакан. Расположен у автотрассы Абакан — Аскиз — Ак-Довурак на 42-м км. Остановочный пункт (в прошлом — разъезд) Кирба на линии Новокузнецк — Абакан.
Проживают работники одноимённой железнодорожной станции. Число хозяйств — 7, население — 12 человек. (01.01.2004), в том числе хакасы, русские.
Построен в 1965, здание станции Кирба — в 1962.

## Население
| 2002 | 2010 |
| ---- | ---- |
| 11   | ↗20  |